# حزب الغابة
حزب الغابة (بالفارسية: حزب جنگل)  كان حزبًا انفصاليًا  نشطًا في شمال إيران خلال الأربعينيات. تأسس الحزب من قبل متمردين مسلحين  وبعض زملاء ميرزا كوجك خان القدامى  الذين حاولوا إحياء الجمهورية الفارسية الاشتراكية السوفيتية التي تأسست عام 1921  واستخدموا علمها الأحمر كشعار لهم.  وتحالف الحزب مع حزب إيران وحزب توده الإيراني والحزب الديمقراطي الكردستاني الإيراني والحزب الديمقراطي الأذربيجاني في عام 1946. 